# Powervolley Mailand
Powervolley Mailand ist ein italienischer Männer-Volleyballverein in Mailand in der Region Lombardei, der in der italienischen Serie A1 spielt.
Der Verein wurde 2010 gegründet und spielte auch als Revivre Mailand und aktuell als Allianz Mailand. Auch die deutschen Nationalspieler Simon Hirsch, Ruben Schott und Linus Weber waren in Mailand aktiv.